# Saggio sulla disuguaglianza delle razze umane
L'Essai sur l'inégalité des races humaines (in italiano: Saggio sulla disuguaglianza delle razze umane, 1853-1855) di Joseph Arthur, conte di Gobineau, è un saggio che afferma, da un lato, l'esistenza di differenze inconciliabili tra le diverse razze umane, che le varie civiltà declinano e decadono nel corso della storia quando accade che le "razze" si mescolano e, dall'altro, che la razza Europoide caucasica (l'uomo bianco) è superiore a tutte le altre. È considerato uno dei primi esempi di razzismo scientifico.
Le idee di Gobineau provengono a loro volta anche dall'antropologia con la sua classificazione del genere umano secondo i concetti derivanti dalla biologia di "specie" e "razza", messi a punto dagli scienziati del XVIII secolo.
Espandendo la sua teoria con l'uso dell'etnografia promossa da Henri de Boulainvilliers per difendere l'Ancien Régime contro le rivendicazioni degli Stati generali francesi, Gobineau  ha inteso il suo saggio come un sistema esplicativo universale; vale a dire che quella della "razza" è la forza primaria che determina gli eventi mondiali.
Utilizzando discipline scientifiche variegate, come la linguistica e l'antropologia, Gobineau suddivide la specie umana in tre gruppi principali: quello bianco europoide, quello giallo mongoloide e quello negro negroide, affermando di poter dimostrare che "la storia sorge solo dal contatto con le razze bianche".
Tra queste "razze bianche" distingue la "razza ariana" come l'apice dello sviluppo umano, che costituisce la base di tutte le aristocrazie europee. Tuttavia la miscelazione o il "meticcio" inevitabile è stato il risultato che ha portato alla "caduta delle civiltà".

## Contenuto
Gobineau si basa principalmente su una visione prettamente pessimistica del mondo: l'uomo è il peggiore degli animali per eccellenza.
La teoria della "razza ariana" proviene dalle scoperte fatte dalla storiografia linguistica nel corso del XIX secolo, quando individuò le lingue asiatiche - lingua avestica dell'antica Persia e il sanscrito proveniente dalla civiltà della valle dell'Indo - quali predecessori delle principali lingue europee, tra cui la lingua latina, la lingua greca, tutte le lingue germaniche e le lingue celtiche.
Senza un maggiore rigore, il linguista tedesco Friedrich Schlegel concluse che se ci fosse una lingua madre comune, deve anche esserci un centro storico originale, che ha definito "ariano", a cui ha attribuito l'origine di tutti i popoli europei e asiatici.
Come sintesi generale del suo lavoro, Gobineau finisce per concludere che:
- il fattore razziale e/o etnico è cruciale per stabilire la causa della morte delle civiltà;
- l'umanità è divisa in razze[5], ma la superiorità razziale va alla "razza ariana", essendo quella con "il monopolio della bellezza, dell'intelligenza e della forza" per il clima 'idilliaco' dove si è sviluppata, rispetto al resto delle altre razze[6];
- tutte le grandi civiltà che sono esistite, da lui stabilite in numero di dieci - di cui tre civiltà americane che hanno avuto la loro origine dalle civiltà precolombiane[7] - hanno avuto la grandezza e la fortuna di essere state guidate da persone di razza ariana (la teoria di Atlantide e degli Iperborei)[8];
- la causa della "degenerazione" e la caduta delle grandi civiltà fondate dalla "razza ariana" era dovuto a miscele razziali (mélanges);
- se si vuole evitare il collasso della moderna civiltà ariana, è quindi necessario evitare la miscelazione con altre razze non ariane.

La conclusione generale del libro prevede la fine di ogni comunità umana e contiene una formula che ha profondamente impressionato i contemporanei di Gobineau, incluso Richard Wagner: “le nazioni, anzi, le mandrie umane, languendo in una monotona solitudine, d'ora in poi vivranno intorpidite nella loro nullità, come bufali ruminanti nelle pozze stagnanti delle paludi pontine".

## Background
Gobineau era un appartenente al Legittimismo che disperava nel vedere il declino della Francia con il suo passaggio al repubblicanesimo e alla centralizzazione politica. Il libro è stato scritto dopo la rivoluzione francese del 1848, a partire da quando Gobineau cominciò a studiare le opere del chimico francese Marie François Xavier Bichat e del fisiologo tedesco Johann Friedrich Blumenbach.
Il libro è stato dedicato al re Giorgio V di Hannover (1851-1866), l'ultimo sovrano del casato di Hannover; nella dedica Gobineau scrive che presenta a Sua Maestà i frutti delle sue speculazioni e dei suoi studi sulla cause nascoste della rivoluzione, delle guerre più sanguinarie e dell'illegalità ("révolutions, guerre sanglantes, renversements de lois") dell'epoca.
In una sua lettera diretta al conte Anton von Prokesch-Osten nel 1856 descrive il libro come basato su "un odio nei confronti della democrazia e della principale arma, la rivoluzione, che ho soddisfatto dimostrando in vari modi da dove provengono la rivoluzione e la democrazia e dove stanno conducendo".

## Gobineau e laBibbia
Nel volume I, capitolo 11, intitolato Les différences ethniques sont permanentes  ("Le differenze etniche sono permanenti"), Gobineau scrive che "Adamo è l'originatore della nostra specie bianca" ("Adam soit l'auteur de notre espèce blanche") e che le creature che non partecipano della "razza bianca" non fanno neppure parte di quella specie.
Con questo approccio Gobineau si riferisce alla sua suddivisione dell'Homo Sapiens in tre razze principali (bianco, giallo e nero); la divisione riportata dalla Bibbia sui discendenti di Jafet, Sem e Cam in Iafetici, Semiti e Camiti è per Gobineau una divisione interna alla "razza bianca". Nel suo insieme Gobineau considera la Bibbia una fonte attendibile della storia attuale e non è un sostenitore dell'idea della poligenesi.

## Traduzioni
Il medico statunitense Josiah Clark Nott assunse il propagandista Henry Hotze per far tradurre il lavoro in lingua inglese. La traduzione di Hotze è stata pubblicata nel 1856 con il titolo The Moral and Intellectual Diversity of Races ("La diversità morale e intellettuale delle razze"), con un saggio aggiunto di Hotze e un'appendice a cura di Nott.
Tuttavia il traduttore "ha omesso le leggi della repulsione e dell'attrazione, che erano al centro del racconto di Gobineau sul ruolo della miscela di razza nell'ascesa e nella caduta delle civiltà". Gobineau non era soddisfatto della versione ma fu anzi "particolarmente preoccupato del fatto che Hotze avesse volutamente ignorato i suoi commenti sul decadimento americano in generale e sulla schiavitù negli Stati Uniti d'America in particolare".
La traduzione in lingua tedesca intitolata Versuch über die Ungleichheit der Menschenrasse è apparsa per la prima volta nel 1897 ed è stata tradotta da Ludwig Schemann, membro del circolo di Bayreuth e "uno dei più importanti teorici razziali dell'impero tedesco prima e della repubblica di Weimar poi". Anche Richard Wagner è stato tra gli ammiratori di Gobineau.
Una nuova versione in lingua inglese intitolata The Inequality of Human Races, tradotta da Adrian Collins, è stata pubblicata in Gran Bretagna e negli Stati Uniti d'America nel 1915 e rimane la versione standard inglese. Continua a essere ripubblicata negli Stati Uniti.

## Influenze
Lo storico Steven Kale sostiene che "l'influenza di Gobineau sullo sviluppo della teoria razziale è stata esagerata e che le sue idee sono state regolarmente misconosciute".
Le idee di Gobineau hanno trovato un vasto pubblico negli Stati Uniti e nelle aree di lingua tedesca molto più che in Francia, diventando l'ispirazione per una serie di teorie razziali del razzismo scientifico, ad esempio quelle di Houston Stewart Chamberlain, l'autore dei Fondamenti del diciannovesimo secolo. "Gobineau era il primo a teorizzare che la razza fosse il fattore decisivo nella storia e i precursori del nazionalsocialismo ripetevano alcune delle sue idee, ma i suoi argomenti principali furono ignorati, deformati o estratti dal contesto nel pensiero razziale tedesco".
Lo storico tedesco Joachim Fest, che ha scritto una biografia di Hitler, descrive Gobineau, in particolare i suoi punti di vista negativi sulla miscelazione razziale così come viene espressa nel suo saggio, come una figura imponente che influenzò il pensiero di Adolf Hitler in particolare e del nazionalsocialismo in generale.
Nel capitolo intitolato Visione del libro Hitler Fest scrive che l'influenza di Gobineau su Hitler può essere facilmente notata e che le idee di Gobineau sono state usate da Hitler in forma semplificata per scopi demagogici: "Significativamente, Hitler semplifica l'elaborata dottrina di Gobineau fino a diventare demagogicamente utilizzabile e così offrire una serie di spiegazioni plausibili per tutti i malcontenti, le ansie e le crisi della scena contemporanea". Tuttavia, il professor Steven Kale ha avvertito che "l'influenza di Gobineau sul razzismo tedesco è stata ripetutamente esagerata".
Benché ampiamente citato da gruppi come il Partito Nazista, il testo implica criticamente l'antisemitismo e descrive gli ebrei in termini positivi, considerando che gli ebrei sono valutati come una razza fortemente forgiata da una "forza di tipo greco antico" e dalla sua coesione. Implicitamente, il "popolo di Giuda" rappresentava solo una variante vagante, semi-australe e una variazione del gruppo "Ur-Aryan" (protoariano). Gobineau ha affermato che "gli Ebrei [...] sono diventati un popolo che è riuscito a portare a termine tutto ciò che ha intrapreso, un popolo libero, forte e intelligente e che, prima di perdere la guerra con la spada in mano, ha dato il proprio nome ad una nazione indipendente, oltre ad aver contribuito a dare tanti uomini studiosi al mondo quanti commercianti".
Il sentimento filo-giudaico è stato mescolato con le teorie dell'etnologia riguardanti la matrice archeogenetica primordiale indo-iraniana/indo-ariana da cui sono scaturiti gli ebrei. In queste linee di antropologia speculativa, gli ebrei erano un'etnia presumibilmente molto antica e originariamente interpretati come atipici appartenenti all'etnia dei protoindoeuropei: la tipologia razziale ebraica emerse dai fondatori irano-afghani di razza nordica, i detentori ritenuti più inessenziali, ma possessori di sangue compatibile "bianco" e "ariano" come punto principale della loro evoluzione.
La popolazione ebraica "camitizzata" di questi giorni è nata in origine dai nuclei razziali afro-asiatici degli Hurriti, dei Gebusei, degli Amorrei presto confluiti negli Ittiti e nei Mittani, affiliati ai principali nuclei razziali secondo "il consenso scientifico". L'atteggiamento pro-ebreo di Gobineau, fu accattivante per Friedrich Nietzsche, in pura ammirazione ed esaltazione nei confronti degli ebrei come una delle "razze più alte", ma si dimostrò ideologicamente vertiginoso per i temi propagandistici del nazionalsocialismo e per i pensatori procustiani: qui Gobineau contraddiceva forse inconfutabilmente il pilastro principale dell'ideologia politica nazista, cioè il dualismo schizoide e neognostico della "demonologia ebraica", dolorosamente evidente come riflettente della barbarie morale-intellettuale di più basso livello.
Incompatibile con l'ideologia nazista, con la fervente positività giudaica del conte e la sua totale mancanza di antisemitismo, i nazisti avrebbero potuto solo tentare di ignorare o ridurre al minimo il silenzio dell'ipocrisia.

## Critica
Nel 1885 l'antropologo haitiano Anténor Firmin ha pubblicato il trattato De l'égalité des races humaines, in risposta al famoso libro di Gobineau e al colonialismo, in un'epoca in cui gli europei si divisero l'Africa nel corso della Conferenza di Berlino, ignorando i problemi e le necessità dei suoi abitanti.
Precursore del pensiero antirazzista e dell'antropologia moderna, l'opera di Firmin venne ignorata dagli studiosi europei per decenni, fino a quando il collasso morale prodotto dalla tragedia della Shoah costrinse le potenze mondiali ad assumere una posizione pubblica contraria al razzismo.
(Anténor Firmin.)